# Algemene Raad van het Katholiek Onderwijs
De Algemene Raad voor het Katholiek Onderwijs (ARKO) is een Vlaamse overlegorgaan tussen de Belgische Bisschoppenconferentie en andere beleidsinstanties (inrichtende machten, leerkrachten en ouders). De raad werd in 1972 opgericht en is paritair samengesteld uit:
- de bisschoppen
- de inrichtende machten
- het onderwijspersoneel
- de ouders van leerlingen

De raad stelt zicht tot doel
- het overleg en de samenwerking van alle betrokkenen te stimuleren en daaraan vorm geven zowel op lokaal en op regionaal vlak als op het vlak van de Vlaamse Gemeenschap;
- de eigen opdracht van het katholiek onderwijs te bepalen;
- algemene opties te nemen in verband met het onderwijs en de opvoeding, zoals de organisatie van het katholiek onderwijs, de participatie, de rationalisatie en de programmatieen en het overleg met andere onderwijsnetten;
- de kwalitatieve verbetering van het onderwijs te stimueleren onder andere door bevordering van het pedagogisch onderzoek en de begeleiding;
- de verwachtingen van de christelijke schoolgemeenschap te formuleren en bij alle overheidsinstanties op te treden voor de verwezenlijking ervan.

Op 2 juni 1994 bracht deze raad de Opdrachtsverklaring van het katholiek onderwijs in Vlaanderen uit.